# Parafia Najświętszego Serca Pana Jezusa w Białobrzegach
Parafia Najświętszego Serca Pana Jezusa w Białobrzegach − parafia rzymskokatolicka znajdująca się w archidiecezji przemyskiej w dekanacie Łańcut II. 

## Historia
Pierwsze plany powołania parafii w Białobrzegach pojawiły się w 1783 roku, gdy na wniosek bpa Antoniego Betańskiego, Gubernium Lwowskie przygotowało projekt utworzenia parafii w Budach Łańcuckich i Białobrzegach, ale nie zostały zrealizowane. W 1877 roku zbudowana została kaplica, w której kapłani z Żołyni w miesiącach letnich odprawiali nabożeństwa.
1 maja 1920 roku bp Józef Sebastian Pelczar erygował ekspozyturę, z wydzielonego terytorium parafii Żołynia, parafii Łańcut-Fara i parafii Kosina. Później drewnianą kaplicę rozbudowano. 
W 1928 roku ekspozytura została przemianowana na samodzielną parafię, oraz zatwierdzono budowę nowego kościoła, ale nie udało się rozpocząć budowy. W latach 1933–1937 zbudowano obecny murowany kościół, według projektu arch. inż. Witaszkiewicza. W 1937 roku ks. Czesław Broda dziekan leżajski poświęcił kościół. W latach 1944–1945 wykonano modernistyczną polichromię. 29 czerwca 1946 roku bp Wojciech Tomaka dokonał konsekracji kościoła.
Na terenie parafii jest 2 994 wiernych (w tym: Białobrzegi – 2 203, Dębina część – 752, Korniaktów Południowy – 550, Wola Dalsza część – 39).
Proboszczowie parafii:
1920–1925. ks. Zygmunt Dziedziak (ekspozyt).
1925–1930. ks. Augustyn Partykiewicz.
1930–1937. ks. Bronisław Stankiewicz.
1937–1946. ks. Jan Latawiec.
1946–1984. ks. Józef Pelc.
1984–1990. ks. Jan Potocki.
1990–2005. ks. Stanisław Wacnik.
2005– nadal ks. Jan Bździkot.